# Michael Fulmer
Michael Joseph Fulmer (né le 15 mars 1993 à Oklahoma City, Oklahoma, États-Unis) est un lanceur droitier de la Ligue majeure de baseball.
Il est élu meilleure recrue de l'année 2016 dans la Ligue américaine

## Carrière
Michael Fulmer est réclamé au premier tour de sélection par les Mets de New York et est le 44e joueur choisi au total lors de la séance 2011 du repêchage amateur. Après avoir commencé sa carrière professionnelle en 2011 avec des clubs de ligues mineures affiliés aux Mets, il est échangé aux Tigers de Détroit avec le lanceur droitier Luis Cessa le 31 juillet 2015 en retour du voltigeur étoile Yoenis Céspedes.
Fulmer fait ses débuts dans le baseball majeur comme lanceur partant des Tigers le 29 avril 2016. Il est élu meilleure recrue de l'année 2016 dans la Ligue américaine après avoir maintenu pour Détroit une moyenne de points mérités de 3,06 en 159 manches lancées.